# Palazzo dei Priori (Città di Castello)
Il Palazzo dei Priori è un edificio storico di Città di Castello, situato in Piazza Venanzio Gabriotti. È sede del Comune. 

## Storia e descrizione
Sul sito di un primitivo palazzo vescovile, venduto dal vescovo Azzo nel 1234 al Comune, il palazzo venne iniziato su disegno di Angelo da Orvieto a partire dal 1322 e portato avanti fino al 1338 quando rimase incompiuto. Era infatti previsto almeno un secondo piano.
La facciata in pietra, a bugnato, presenta due portali ogivali, di cui solo quello a sinistra effettivamente in uso. Nella lunetta di quest'ultimo è il simbolo della città, rappresentato da un castello. Al di sopra un danneggiato stemma mediceo, mancante delle palle. L'edificio è segnato da un marcapiano orizzontale su cui è appoggiata una serie di bifore trilobate schiettamente gotiche che scandisce il primo piano e che gira anche sul fianco destro.
All'interno, subito dopo l'ingresso, è un imponente atrio con volte a crociera sostenute da pilastri poligonali con capitelli decorati da motivi fitomorfi stilizzati. In esso è anche il grande scalone cinquecentesco che sale al piano superiore e che sostituì l'originario ingresso in asse al portale. 
Al primo piano è la Sala Maggiore, o Consiliare, ornata di lapidi ed epigrafi romane dell'antica Tifernum, dove sono poste le antiche unità di misura ed è collocata l'Allegoria dell'Umbria, modello in gesso di Elmo Palazzi per la statua per il Vittoriano di Roma. La Sala della Giunta è decorata dalla tela con il Martirio di San Lorenzo di Vincenzo Barboni, allievo di Tommaso Minardi, commissionato originariamente dal vescovo Giovanni Muzi nel 1832 per la sua cappella privata, terminato nel 1837, ma rifiutato dal vescovo per le eccessive dimensioni ed il relativo costo. La copia di un'altra opera del Barboni, la Madonna in trono tra i Santi protettori della città, oggi nella sacrestia della Cattedrale, è posta nella lunetta un tempo affrescata da Cristoforo Gherardi, detto il Doceno, e già scomparsa nell'Ottocento.